# Невинномысская ГРЭС
Невинномысская ГРЭС — электростанция федерального значения в Невинномысске Ставропольского края, филиал ПАО «ЭЛ5-Энерго» (ранее — Энел Россия).

## История
Строительство ТЭЦ в составе Невинномысского азотно-тукового завода было начато в 1958 году, первый турбоагрегат был введен в эксплуатацию в июне 1960 года. Генеральный проектировщик станции — Ростовское отделение проектного института «Теплоэнергопроект». Генеральный подрядчик по строительству — «Кавказэнергомонтаж». В августе 1960 года Невинномысская ТЭЦ была выведена из состава завода и в 1962 году переименована в Невинномысскую ГРЭС. В 1970 году был введён в строй шестой энергоблок, в 1972 году запущена в эксплуатацию Парогазовая установка ПГУ-170, выведенная из работы лишь в апреле 2015 года. В 1981—1997 годах проводились работы по увеличению тепловой мощности ГРЭС, работы по техническому перевооружению и реконструкции ГРЭС выполнялись в 1997—2007 годах.
В 2014 году Невинномысская ГРЭС установила два рекорда по выработке электроэнергии. 30 ноября, в соответствии с заданием системного оператора, электростанцией было выработано 37 млн 732 тыс. кВт⋅ч, что явилось максимумом суточной выработки за всю историю Невинномысской ГРЭС. В августе 2014 года Невинномысская ГРЭС выработала рекордное количество электроэнергии за сутки в летний период — 32 млн 154 тыс. кВт⋅ч.
1 апреля 2015 года на Невинномысской ГРЭС была выведена из эксплуатации ПГУ-170. За 42 года работы ПГУ-170 выработала 33 млрд 519 млн 942 тыс. кВт⋅ч.

## Работа электростанции
Установленная электрическая мощность Невинномысской ГРЭС составляет 1551,4 МВт. Установленная тепловая мощность — 585 Гкал/час. На электростанции установлено 13 турбин и 14 котлов. Невинномысская ГРЭС состоит из теплоэлектроцентрали, конденсационных энергоблоков открытой компоновки, парогазовой установки ПГУ-170 и новой парогазовой установки ПГУ-410. Техническое водоснабжение станции осуществляется от Большого Ставропольского канала и реки Кубань. Основное топливо — природный газ, резервное — мазут.
ГРЭС разделена на КТЦ-1, КТЦ-2 и ПГУ-410.
Основное оборудование КТЦ-1 (ТЭЦ) введено в строй в 2 очереди.
Основное оборудование очереди 90 ата (теплофикационные блоки ст. № 1 и 2) включает 4 котлоагрегата ТП-15 производства Таганрогского котельного завода номинальной производительностью 220 тонн пара в час и 2 теплофикационные турбины ПТ-25-90/10 производства ОАО «Турбомоторный завод» (Екатеринбург) установленной электрической мощностью 25 МВт и тепловой мощностью 97 Гкал/час.
Основное оборудование очереди 130 ата (теплофикационные блоки ст. № 3, 4 и 5)
- 3 котлоагрегата ТГМ-96 производства Таганрогского котельного завода номинальной производительностью 480 тонн пара в час;
- теплофикационную турбину ПТ-80/100-130/13 производства Ленинградского металлического завода (ЛМЗ) установленной электрической мощностью 80 МВт и тепловой мощностью 183 Гкал/час;
- теплофикационную турбину Р-50-130-21 производства Ленинградского металлического завода (ЛМЗ) установленной электрической мощностью 50 МВт и тепловой мощностью 188 Гкал/час;
- теплофикационную турбину Р-30-130/15 производства ОАО «Турбомоторный завод» (Екатеринбург) электрической мощностью 30 МВт и тепловой мощностью 164 Гкал/час.

Основное оборудование КТЦ-2 представлено 6 энергоблоками (ст. № 6-11)
В состав каждого энергоблока входят:
- котлоагрегат ТГМ-94 производства Таганрогского котельного завода, номинальной производительностью 500 тонн пара в час;
- паровая турбина К-150-130 (энергоблоки ст. № 6-10) установленной электрической мощностью 150 МВт или паровая турбина К-160-130 (ст. № 11) установленной электрической мощностью 160 МВт производства Харьковского турбинного завода.

ПГУ-170
- Двухкорпусной высоконапорный парогенератор ВПГ-450-140 производства Таганрогского котельного завода паропроизводительностью 450 т/час;
- Паровая турбина К-145-130 (ст. № 12) производства Харьковского турбинного завода установленной электрической мощностью 145 МВт;
- Газотурбинная установка (ГТУ) с газовой турбиной ГТ-25-710 (ст. № 13) производства Харьковского турбинного завода установленной электрической мощностью 25 МВт.

## Запуск новой парогазовой установки
15 июля 2011 года осуществлен пуск новой парогазовой установки мощностью 410 МВт (ПГУ-410) на Невинномысской ГРЭС. Это первый новый энергоблок, который компания Энел Россия вводит в эксплуатацию в России в рамках инвестиционной программы, нацеленной на повышение установленной мощности, улучшение производственных и экологических параметров электростанций компании. ПГУ-410 на Невинномысской ГРЭС — это единственный проект подобного типа и масштаба, реализованный в регионе. Введение новой генерирующей мощности позволило обеспечить более надежное, бесперебойное энергоснабжение региона во время проведения олимпийских игр 2014 года в Сочи. Новый энергоблок отличается повышенной надежностью и высокой степенью автоматизации технологических процессов. КПД новой парогазовой установки составляет порядка 58 % по сравнению с 35-40 % у традиционных газотурбинных установок.

## Изображения

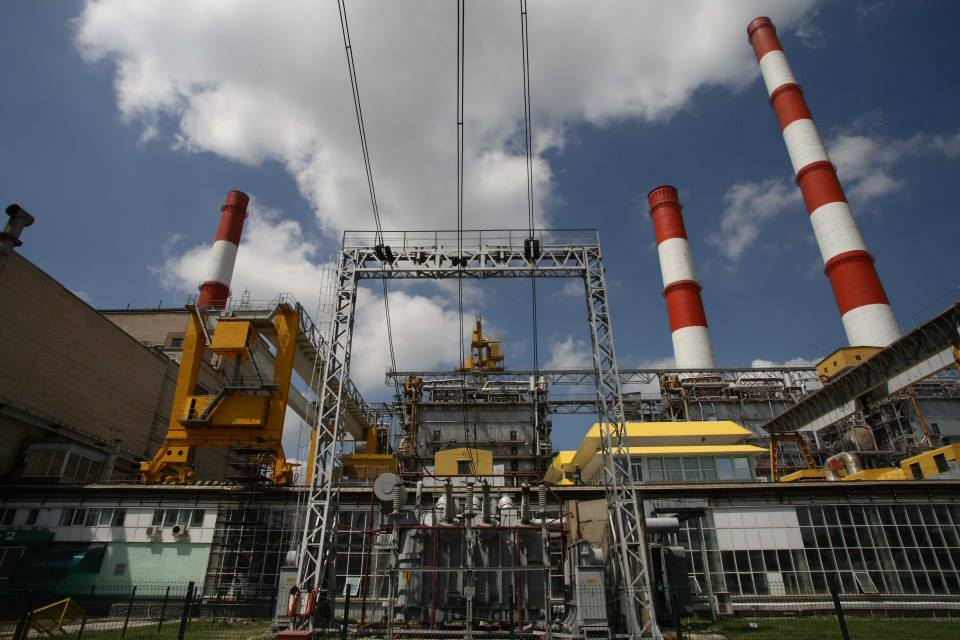
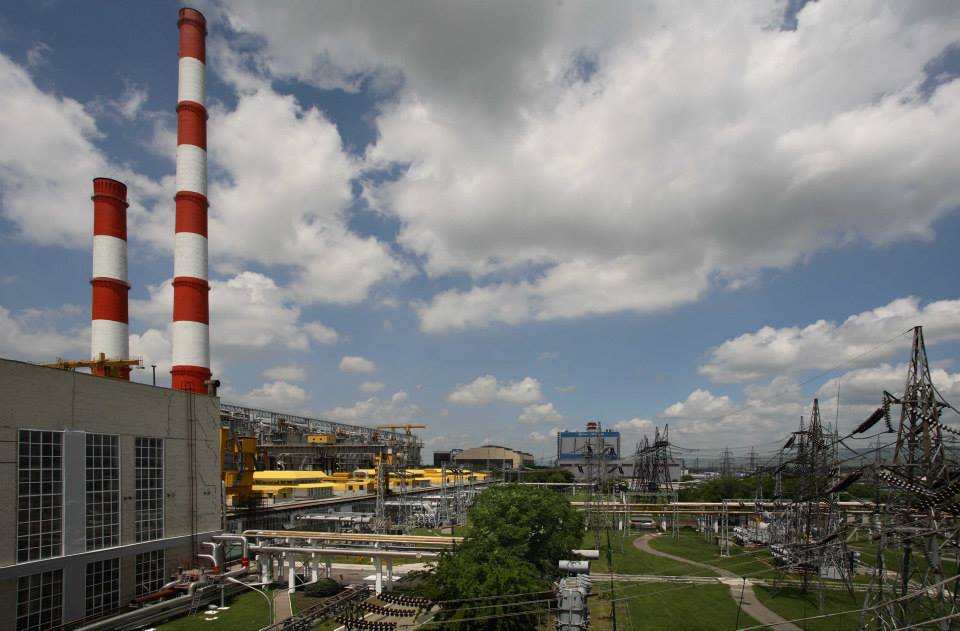
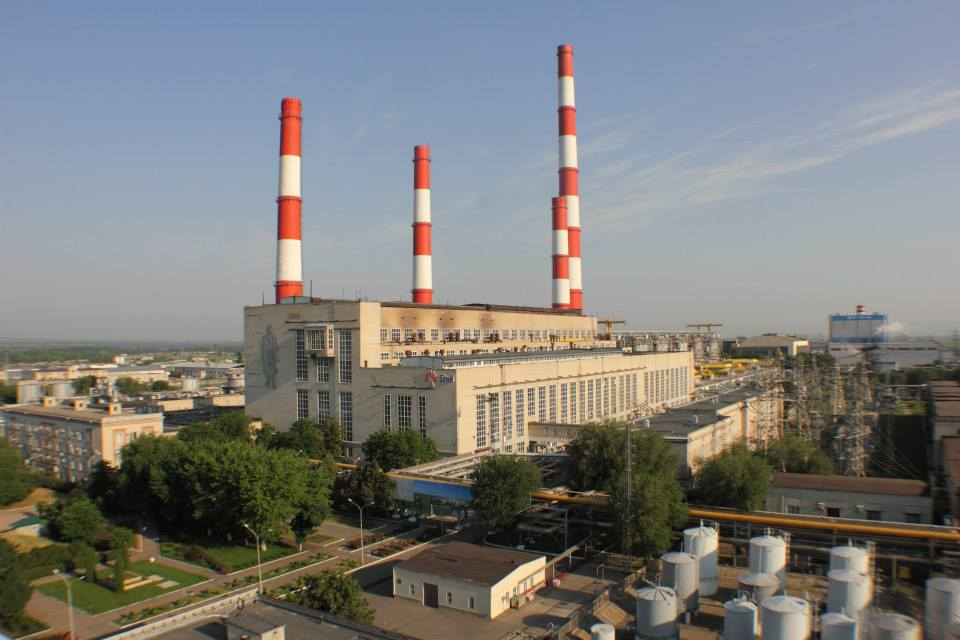